# Рожнятівка (Кропивницький район)
Рожня́тівка —  село в Україні, у Великосеверинівській сільській громаді Кропивницького району Кіровоградської області. Населення становить 61 осіб.

## Населення
Згідно з переписом УРСР 1989 року чисельність наявного населення села становила 73 особи, з яких 32 чоловіки та 41 жінка.
За переписом населення України 2001 року в селі мешкала 61 особа.

### Мова
Розподіл населення за рідною мовою за даними перепису 2001 року:
| Мова       | Відсоток |
| ---------- | -------- |
| українська | 95,08 %  |
| російська  | 4,92 %   |